# 星子誠一
星子 誠一（ほしこ せいいち、1950年4月9日 - ）は、日本の編集者、実業家。元「Viva Rock」「SHOXX」「Création」「Zy.」創刊編集長。編集プロデューサー、クリエイティブ・ディレクター、イベントプロデューサーでもある。

## 経歴
- 1970年、熊本県立熊本高校を卒業後、明治大学へ入学。
- 1975年、明治大学卒業後、株式会社音楽専科社に入社。洋楽ロック誌「音楽専科」編集部へ配属。RAINBOW、Queen、KISS、Bon Jovi、Mötley Crüeなどハードロック分野を中心に、海外取材を多く行なった。
- 1982年、洋楽ロック誌「Viva Rock」を創刊し編集長に就任。同年には洋楽ロック版「8ビート・ギャグ」も創刊。
- 1990年2月、X JAPANに出会う[1]。武道館ライブに衝撃を受けて、HIDE/TAIJI（X JAPAN） vs ニッキー・シックス/トミー・リー（Mötley Crüe）の対談取材を「Viva Rock」誌で実現[1]。同年10月に邦楽ロック誌「SHOXX」を創刊し、編集長に就任[1]。この間、hide、X JAPAN、LUNA SEA、L'Arc〜en〜Ciel、Gackt等の写真集を出版する。
- 1998年、ヴィジュアル系版「8ビート・ギャグ」を創刊、編集長を兼任。
- 1998年、出版社初のローソン独占流通の邦楽ロック大型誌「Création」を創刊し、編集長を兼任。
- 2000年8月、株式会社スターチャイルドを設立し代表取締役に就任。ヴィジュアル系に専門特化したクロスメディア事業を行う。隔月刊誌「Zy.」やフリーペーパー「club Zy.MAG」「Gab.」の発行責任者を中心に、Webサイトのクリエイティブディレクターとして会員制WEBサイト「club Zy.」、オンデマンド写真集作成サイト「club Zy.COLLECTION」、スマホ週刊ブロマガ「club Zy.チャンネル」の企画運営、イベントプロデューサーとしてライブイベント「stylish wave」「Shock Edge」の主催など、幅広く活動している。
- 2009年12月、国土交通省観光庁よりVISIT JAPAN大使を拝命した。

## 主な写真集出版プロデュース
- HIDE「無言激」（1992年3月）[1]
- X JAPAN「Memorial Photo Album」（1994年）
- LUNA SEA「ZOE（上下刊）」（1995年）
- L'Arc〜en〜Ciel「"heavenly" Christmas 」（1996年）
- Gackt「Miz′erable 飛翔〜運命（上下刊）」（1999年）

## 主な事業プロデュース

### フリーペーパー
Gab.（偶数月刊フリーペーパー誌）
2003年3月創刊。ヴィジュアル系情報を一掴みできるようにと、フリーペーパーとして創刊。全国配布。
club Zy.MAG（奇数月刊フリーペーパー誌）
2011年5月創刊。ヴィジュアル系ファンクラブを目指して命名したWEBサイト「club Zy.」を補完する写真集風フリーペーパー。全国配布。略称はMAG。

### WEBサイト
club Zy.
2003年7月にスタートしたWEB動画配信サイト「SC24」を、2009年11月に無料会員制サイトとしてフルリニューアル・オープン。
club Zy.COLLECTION
2012年7月にオープン。WEB画面で好みの表紙とアーティスト画像を24枚選び、自分だけのオリジナル写真集を作成することができるオンデマンド写真集作成サイト。
club Zy.チャンネル –Billboard-
スマホ週刊ブロマガ！club Zy.チャンネル
2013年1月、「club Zy.」を補完する姉妹サイトとしてオープン。

### ライブイベント
stylish wave
2000年から年間を通して全国で34〜35ヶ所開催され続けているライブイベントで、ヴィジュアル系バンドの登竜門的存在。略称はsw。
Shock Edge
毎年3回、東京で開催。stylish waveへの途上的な位置付けで、新人発掘を行なっている。